# Jakob Götz
Jakob Götz (* 19. März 1890 in Neckarsteinach; † 1977 ebenda) war ein deutscher Unternehmensgründer, Unternehmer, Steinbruchbesitzer und Schiffseigner. Er war Mitgründer, Mitinhaber sowie Namensgeber der Reederei Ludwig und Jakob Götz KG. Zusammen mit seinem älteren Bruder Ludwig Götz (1887–1955) gilt er als Begründer der motorisierten Güterschifffahrt am Neckar und darüber hinaus als Pionier der Binnenschifffahrt.

## Leben und Abstammung
Jakob Götz war das zweitälteste von fünf Geschwistern aus der Ehe des Schiffers und Steinbruchbesitzers Ludwig Friedrich Götz (1865–1922) mit der Karoline Oestreicher (1867–1932). Er war somit der um drei Jahre jüngere Bruder des Schiffseigners und Steinbruchbesitzers Ludwig Götz.
Jakob war, wie auch sein älterer Bruder Ludwig, ein Enkel des Gastwirts (Adlerwirts), Industriellen sowie mehrfachen Steinbruchbesitzers Johann Friedrich II. Götz (1820–1892). Er stammt aus der Steinbruchbesitzerfamilie Götz, die seit 1791 in Neckarsteinach ansässig ist.
Seine direkten Cousins waren die Unternehmer und Pioniere der Passagierschifffahrt im Neckarraum Georg (1881–1946) und Andreas Boßler (1884–1961).
Jakob Götz war in Kreuzcousinenehe mit Elisabethe Sibylla Vorreuther verheiratet, die über ihre väterliche Linie aus der den alten Schiffergeschlechtern zugehörigen Familie Vorreuther entsprang. Diese stellte bereits Zunft- sowie Brudermeister der hiesigen Schifferzunft. Elisabethe Sibylla war eine Tochter von Jakobs Tante Elisabetha Vorreuther geb. Götz.

## Unternehmertum

### Anfänge
Wie es in der Familie zur Tradition gehörte, ergriff auch Jakob Götz den Beruf des Schiffers und fuhr zusammen mit seinem Bruder Ludwig Götz auf dem eisernen Schleppkahn Friedrich, welcher den beiden Brüdern gemeinschaftlich von ihrem Vater überlassen wurde. Mit dem nun übernommenen Schleppkahn wurden aus den familieneigenen Steinbrüchen Wasserbausteine zum Ausbau des Neckars zur Großwasserstraße, transportiert. Als Abnehmer der Bausteine fungierte die Wasserbauverwaltung.
1924 wurde das erste Motorgüterschiff auf dem Neckar überhaupt durch Ludwig Götz in Auftrag gegeben und auf der Anderssen-Werft in Neckarsulm gebaut. Ludwig überließ die Verwaltung der MS Gebr. Götz seinem jüngeren Bruder Jakob Götz, der auf dem Gütermotorschiff auch selbst fuhr. Jakobs älterer Bruder Ludwig fuhr auf dem 1927 fertiggestellten Schiff MS Einigkeit.

### Gründung
1920 wurde die Reederei Ludwig und Jakob Götz oHG durch Jakob Götz und seinen älteren Bruder Ludwig Götz gegründet. Dies geschah durch die Übergabe des Schleppkahns Friedrich. 1952 folgte die Rechtsform der Kommanditgesellschaft für die Reederei. Jakob Götz zählt zu den Begründern der motorisierten Güterschifffahrt auf dem Neckar, da er zusammen mit seinem Bruder Ludwig 1925 das erste motorisierte Güterschiff auf dem Fluss in Dienst genommen hatte.

### Nachkriegszeit
Mit dem Bau und der Fertigstellung des MS Vierburgenstadt im Jahre 1950 reihten sich die beiden Brüder Ludwig und Jakob Götz in die Riege der Pioniere der deutschen Binnenschifffahrt ein, da die Vierburgenstadt der erste Schiffsneubau nach dem Zweiten Weltkrieg in ganz Deutschland war.

### Steinbrüche
Jakob Götz war nicht nur Schifffahrtsunternehmer, sondern zudem mehrfacher Steinbruchbesitzer im Neckartal. Er führte zusammen mit seinem Bruder Ludwig die Steinbrüche seines Großvaters Johann Friedrich II. Götz und seines Vaters Ludwig Friedrich Götz fort und erwarb die folgenden Steinbrüche hinzu.
- Pfaffelter unterhalb Pleutersbach
- Hungerberg bei Hirschhorn

## Anmerkungen

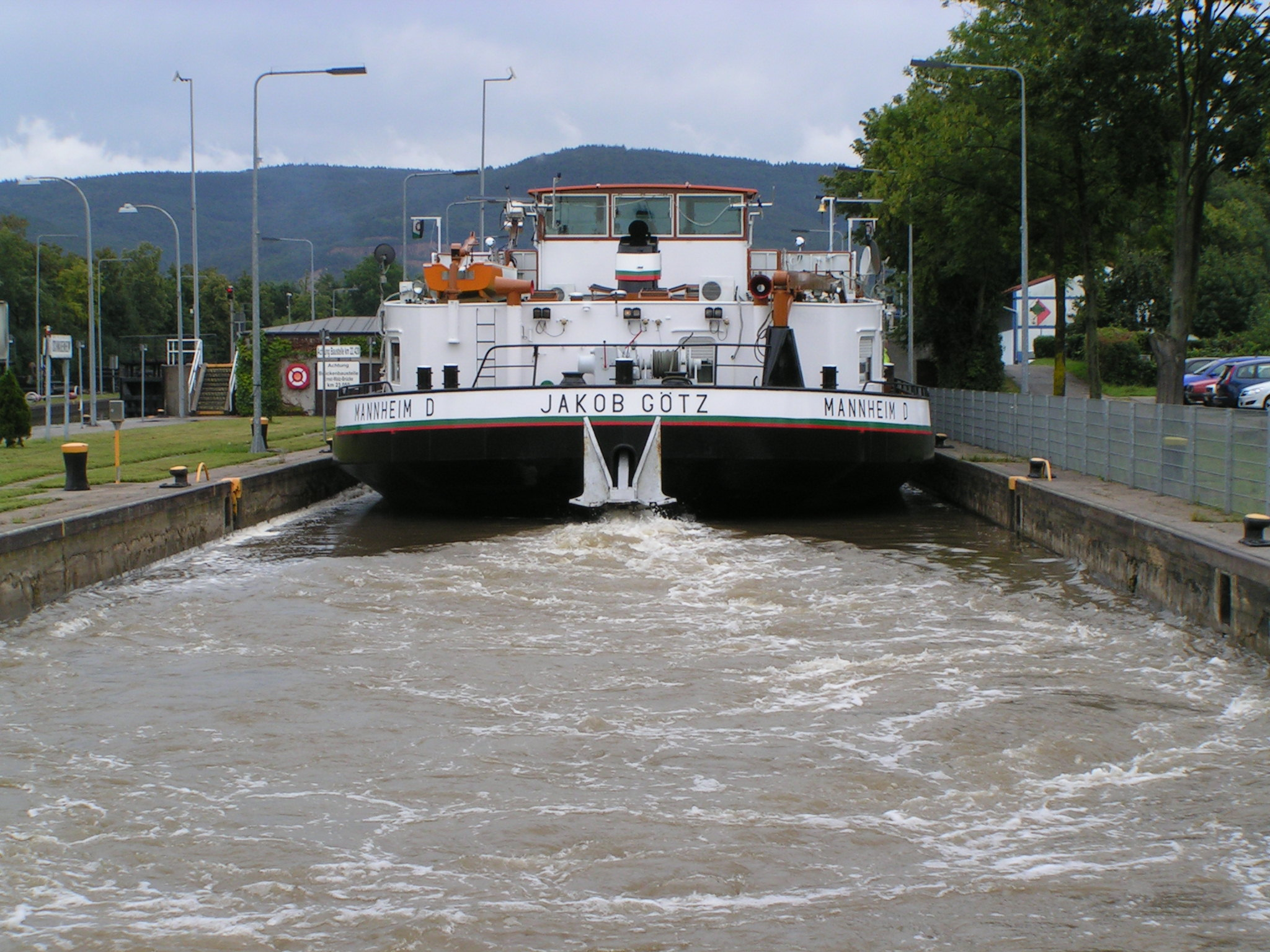
Heckansicht der MS Jakob Götz in der Schleuse Schwabenheim